# Longechenal
Longechenal település Franciaországban, Isère megyében. Lakosainak száma 605 fő (2022. január 1.). Longechenal Bévenais, Bizonnes, Châbons, Eydoche, La Frette, Le Grand-Lemps, Mottier és Saint-Hilaire-de-la-Côte községekkel határos.

## Népesség
A település népességének változása:
| Lakosok száma | 382  | 385  | 417  | 445  | 577  | 565  | 571  | 584  | 592  | 605  |
|               | 1968 | 1982 | 1990 | 2006 | 2013 | 2015 | 2017 | 2019 | 2020 | 2022 |